# Osvaldo Bayer

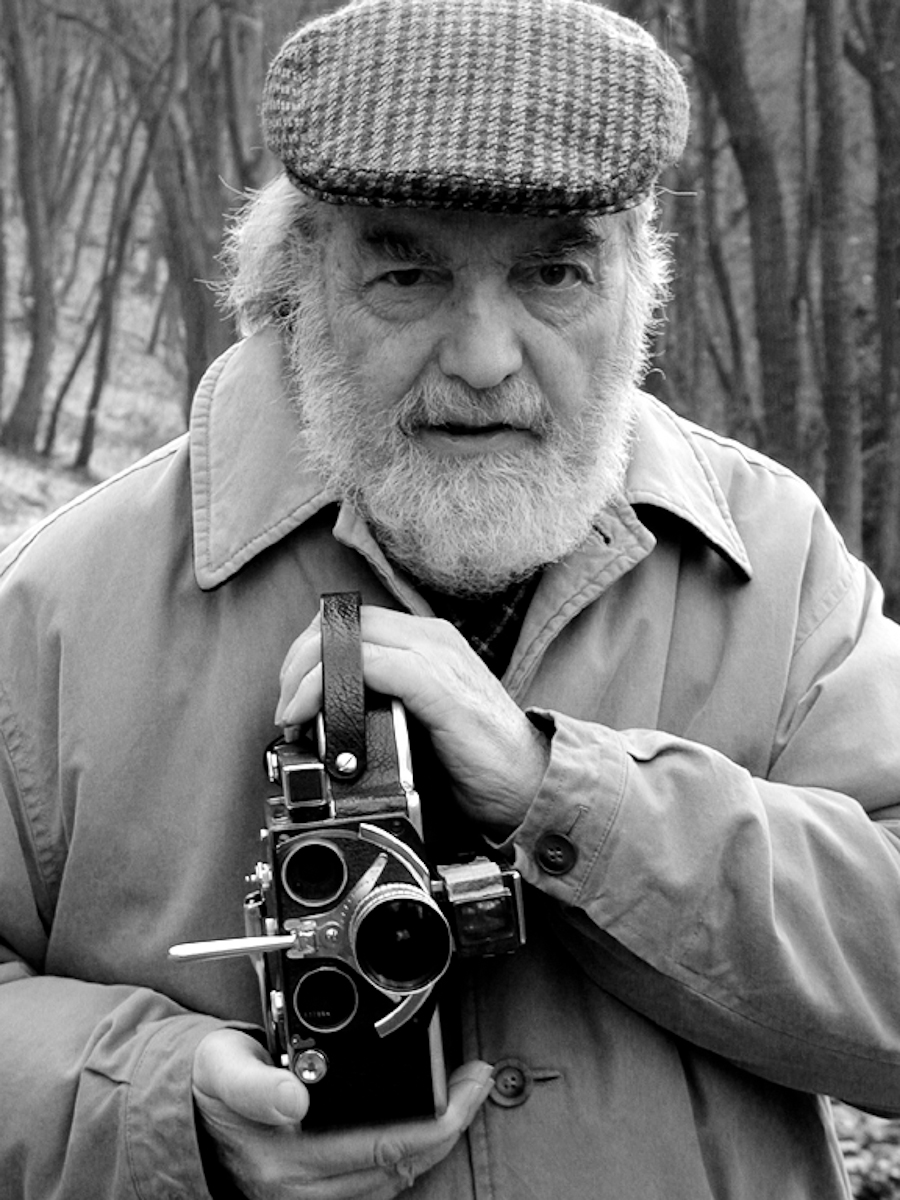
Osvaldo Bayer, 1999

Osvaldo Bayer (* 18. Februar 1927 in Santa Fe, Argentinien; † 24. Dezember 2018 in Buenos Aires, Argentinien) war ein argentinischer Schriftsteller, Historiker, Journalist, Publizist und Menschenrechtsaktivist.

## Leben
Osvaldo Bayer entstammte einer aus Altenburg in Tirol nach Argentinien ausgewanderten Familie. Die Tiroler Namensschreibung „Payr“ änderte sein Vater in Argentinien in „Bayer“.
Bayer studierte Philosophie und Geschichte in Buenos Aires und ab 1952 in Hamburg. Nebenher schrieb er für argentinische Zeitschriften.
1956 kehrte Bayer nach Buenos Aires zurück; er arbeitete für die Zeitung Noticias Gráficas. Auf einer Reportagereise nach Patagonien erlebte er die Ausbeutung der Mapuche und der chilenischen Landarbeiter. So stieß er auf eines seiner Lebensthemen. In seiner Zeitung machte er die patagonischen Verhältnisse öffentlich. Daraufhin wurde er aus der Provinz Chubut ausgewiesen.
Von 1958 bis 1973 arbeitete Bayer für die Zeitung Clarín. Er war Redaktionssekretär, dann Leiter des Ressorts „Politik und Militärwesen“, schließlich des Feuilletons. Zudem war er drei Jahre lang Generalsekretär der argentinischen Journalistengewerkschaft. Später gab er die Zeitschrift Imagen heraus.
Neben seiner journalistischen Arbeit widmete sich Bayer „der Erforschung der am meisten Vergessenen und Bestraften in der Geschichte der Menschheit“. In seinem Buch La Patagonia rebelde schilderte er die Unterdrückung, den Streik und den Aufstand der Landarbeiter in Patagonien während der Jahre 1920 bis 1922, den das Militär blutig unterdrückte und dabei etwa 1500 Arbeiter exekutierte. Als er 1972 und 1974 die ersten Bände von La Patagonia rebelde veröffentlichte, wurde er von der Alianza Anticomunista Argentina mit dem Tode bedroht. Viele seiner Freunde, darunter der Schriftsteller Rodolfo Walsh, wurden verschleppt und ermordet. Bayer gelang mit Hilfe der Botschaft der Bundesrepublik Deutschland die Flucht; der Kulturattaché und dessen Frau schleusten ihn unter Einsatz des eigenen Lebens außer Landes.
Von 1976 bis 1983, während der Militärdiktatur in Argentinien, lebte er im Exil in der Bundesrepublik Deutschland. Bayer übersetzte Werke von Goethe, Franz Kafka, Bertolt Brecht, Karl Jaspers und anderen. Währenddessen wurden in seinem Heimatland mehrere seiner Bücher, unter anderem La Patagonia rebelde, von der Militärdiktatur verboten und auf deren Geheiß verbrannt. Auch der Film La Patagonia rebelde war viele Jahre verboten.
Als das Ende der Militärdiktatur abzusehen war, eine Woche vor deren Fall, kehrte Bayer nach Argentinien zurück. Er schrieb seither für Página/12. Zudem war er bis 2006 Professor für Menschenrechte an der Philosophischen Fakultät der Universität von Buenos Aires. Er besuchte regelmäßig Deutschland und war u. a. Dozent der Deutschen Stiftung für Entwicklungspolitik in Bad Honnef.
Viele Jahre lang engagierte sich Bayer für die indigene Bevölkerung Patagoniens. Zu diesem Thema produzierte er zusammen mit Mariano Aiello und Kristina Hille den Film Awka Liwen (in der Sprache der Mapuche: „Rebellisches Erwachen“), der 2010 in Buenos Aires vorgestellt wurde. Das argentinische Parlament erklärte ihn auf Initiative des Senators Eduardo Menem für „unpatriotisch“ und zur „Persona non grata“, weil er ein gemeinsames Wirtschaftsgebiet aus beiden Teile Patagoniens (des argentinischen und des chilenischen Patagoniens) vorgeschlagen hatte.

## Ehrungen
- Ehrenbürger von Buenos Aires, auf Initiative von Aníbal Ibarra[6]
- Ehrendoktorwürde der Universidad Nacional del Centro de la Provincia de Buenos Aires (2003) und weiterer argentinischer Universitäten, nämlich der Universitäten del Comahue, de la Patagonia Austral, del Centro Bonaerense (Tandil-Olavarría), der Universität Nacional de San Luis, der Universität de Salta und der Universität Nacional de Córdoba.
- 1. Preis der Madres de Plaza de Mayo
- Azucena-Villaflor-Preis für Menschenrechte des argentinischen Staatspräsidenten (2007)
- Großer Ehrenpreis der argentinischen Schriftstellervereinigung Sociedad Argentina de Escritores (2008)
- Das literarische Café der Universidad Popular der Madres de Plaza de Mayo trägt den Namen Osvaldo Bayer.

## Familie
Seit 1952 war Osvaldo Bayer mit Marlies Joos (1929–2015) verheiratet, sie haben vier Kinder.

## Schriften
Deutsch
- Autorenkollektiv 79 (Hrsg.): Die verschwundenen Kinder Argentiniens. Eine Materialsammlung. Mit Beiträgen von Osvaldo Bayer und Urs M. Fiechtner (= Schriften für Amnesty International, Bd. 6). AS-Verlag, Tübingen 1982, ISBN 3-88773-017-8.
- als Herausgeber, zusammen mit Adolfo Perez Esquivel: Argentinien. Zehn Jahre Demokratie. Schmetterling-Verlag, Stuttgart 1994, ISBN 3-926369-68-X.
- Mein Bild von Deutschland. In: Gert Eisenbürger (Hrsg.): Lebenswege. 15 Biographien zwischen Europa und Lateinamerika. Verlag Libertäre Assoziation, Hamburg 1995, ISBN 3-922611-48-6, S. 63–74.
- „Den Hunden zum Fraß“. Der Landarbeiterstreik in Patagonien. In: Holger Marcks, Matthias Seiffert (Hrsg.): Die großen Streiks. Episoden aus dem Klassenkampf. Unrast Verlag, Münster 2008, ISBN 978-3-89771-473-1, S. 48–52.
- Aufstand in Patagonien. Trotzdem Verlag, Frankfurt am Main / Alibri-Verlag, Aschaffenburg 2010, ISBN 978-3-931786-44-1 (Trotzdem) und ISBN 978-3-86569-910-7 (Alibri).

Spanisch
- Severino Di Giovanni, el idealista de la violencia. Ensayo. Editorial Galerna, Buenos Aires 1970.
  - Neuausgabe bei Editorial Planeta, Buenos Aires 1998. ISBN 987-580-092-9.
- La Patagonia rebelde. Ensayo.
  - Bd. 1 und 2. Editorial Galerna, Buenos Aires 1972.
  - Bd. 3. Editorial Galerna, Buenos Aires 1974.
  - Bd. 4. Berlin 1975.
  - La Patagonia rebelde (Edición definitiva). Editorial Planeta, Buenos Aires 2008.
- Los anarquistas expropiadores y otros ensayos. Editorial Galerna, Buenos Aires 1975.
- Exilio. Ensayo. Con Juan Gelman. Editorial Legasa, Buenos Aires 1984.
- Fútbol argentino. Ensayo. Editorial Sudamericana, Buenos Aires 1990.
- Rebeldía y esperanza. Ensayo. Grupo Editorial Zeta, Buenos Aires 1993.
- Ulises Gorini: A contrapelo. Conversaciones con Osvaldo Bayer. Editorial Desde la gente. Buenos Aires 1999.
- En camino al paraíso. Ensayo. Editorial Vergara, Buenos Aires 1999.
- Rainer y Minou. Novela. Editorial Planeta, Buenos Aires 2001.
- Obras completas. Página 12, Buenos Aires 2009.

## Drehbücher
- La Patagonia rebelde, 1974 (ausgezeichnet mit dem Silbernen Bären der Berliner Filmfestspiele).
- Asyl, Dokumentarfilm; Kurzfilm 1984; Regie: Friedrich Klütsch (Drehbuch mit Cengiz Doğu und Urs M. Fiechtner) gewann bei den Internationalen Kurzfilmtagen Oberhausen den Preis der deutschen Filmkritik.[7]
- El vindicador, 1989 (über den deutschen Attentäter Kurt Gustav Wilckens mit Frieder Wagner)[8]
- Todo es ausencia, 1984.
- Fútbol argentino, 1990.
- Osvaldo Bayer, Frieder Wagner: ... daß Du zwei Tage schweigest unter Folter. Elisabeth Käsemann, ein deutsches Schicksal, 1991. Enthalten auf der beigefügten DVD in dem Buch Dass du zwei Tage schweigst unter der Folter! Elisabeth Käsemann, Klaus Zieschank, die Diktatur in Argentinien und die Leichen im Keller des Auswärtigen Amtes. Bibliothek des Widerstands, Band 8, (Hrsg.: W. Baer, K-H. Dellwo), Laika Verlag, Hamburg 2010. ISBN 978-3-942281-77-5.
- Awka Liwen – Rebelde Amanecer. Film & Gespräch mit Osvaldo Bayer. Macanudo Films, Buenos Aires 2010. Regie: Osvaldo Bayer, Mariano Aiello, Kristina Hille. 77 Minuten.

## Filme über Osvaldo Bayer
- Cuarentena – Exil und Rückkehr. ZDF 1983.
- Los cuentos del timonel (über Osvaldo Bayer und seine Jahre in Deutschland). Regie: Eduardo Montes-Bradley. Argentinien 2001.
- Osvaldo Bayer: La livertá. Regie: Gustavo Gzain. Deutschland/Argentinien 2014.[9]
- Mi viejo rebelde. Regie: Ana Bayer. Deutschland/Argentinien 2018.[10]